# Sabinchen war ein Frauenzimmer

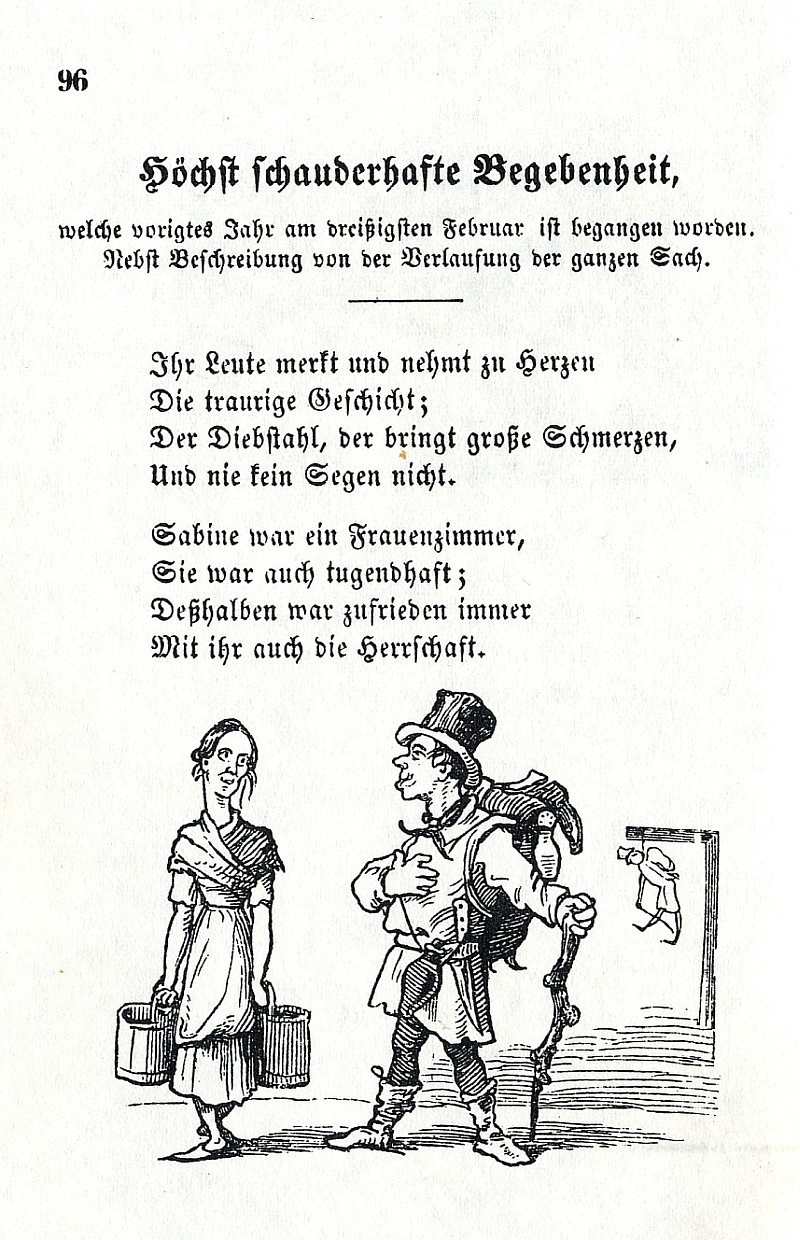
Erste Seite des ältesten Textdrucks (1849)

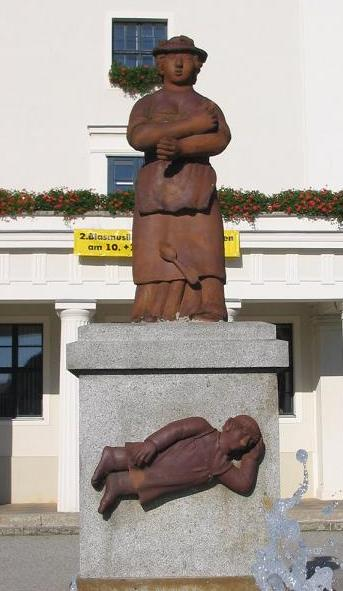
Sabinchen-Denkmal in Treuenbrietzen

Die Ballade „Sabinchen war ein Frauenzimmer“ ist ein deutsches Volkslied. Sie stellt eine Parodie auf eine Moritat dar, wie sie früher die Bänkelsänger auf Jahrmärkten oder Kirchweihfesten vortrugen. Dabei zeigten die Sänger mit einem Stock auf die zugehörigen Bilder, die nach Art eines Comics auf einer großen Tafel präsentiert wurden.

## Inhalt
Das Lied, das in verschiedenen Versionen existiert, erzählt die Geschichte einer Dienstmagd, die „gar hold und tugendhaft“ ist, bis sie sich mit einem jungen Schuster einlässt, der „aus Treuenbrietzen“ kommt. „Sein Geld hat er schon lang versoffen“, deswegen fordert er welches von ihr. Da sie keines besitzt, stiehlt „er“ (in manchen Versionen „sie“) „von ihrer guten Dienstherrschaft“ „silberne Blechlöffel“. Als der Diebstahl entdeckt wird, „da jagte man mit Schimpf und Schande Sabinchen aus dem Haus.“ Die Beschimpfungen durch Sabinchen beendet der Schuster, indem er ihr kurzerhand mit seinem Rasiermesser „den Schlund“ – gemeint ist die Kehle – durchschneidet. Er wird verhaftet und gesteht „bei Wasser und bei Brot“ die Untat. Wie es typisch für Moritaten ist, endet auch diese mit einer moralischen Belehrung des Zuhörers:

„Trau keinem Schuster nicht!
Der Krug, der geht so lange zum Brunnen,
bis dass der Henkel abbricht.“

## Hintergrund
Das Original ist eine Ballade, die erstmals 1849 in der Liedersammlung Musenklänge aus Deutschlands Leierkasten erschien. Anders als die heute verbreiteten Versionen spricht die ursprüngliche nicht von „Sabinchen“, sondern von „Sabine“, und beginnt auch anders, nämlich mit einer ermahnenden Einleitungsstrophe. Darin wird der Diebstahl als solcher verurteilt und nicht der Beruf des Schusters in Misskredit gebracht:

„Der Diebstahl, der bringt große Schmerzen,
Und nie kein Segen nicht.“

Die Moral der letzten Strophe lautet hier:

„Drum soll man keine Kehl abschneiden,
Es thut kein Gut ja nicht.
Der Krug, der geht so lang zu Wasser,
Bis ihm sein Henkel bricht.“

Da Text und Melodie bis heute recht bekannt sind, wurde und wird das Lied seinerseits gerne als Vorlage für Parodien verwendet oder politisch umgewidmet. So entstand etwa 1980 im Zuge der Anti-Atomkraft-Bewegung eine Fassung der Biermösl Blosn, bei der Sabinchen den falschen Sicherheitsversprechungen eines Ingenieurs im Kernkraftwerk Gundremmingen zum Opfer fällt.

## Text
| Erstdruck 1849 | Mundorgel 1984 |
| Höchst schauderhafte Begebenheit, welche vorigtes Jahr am dreißigsten Februar ist begangen worden. Nebst Beschreibung von der Verlaufung der ganzen Sach. Ihr Leute merkt und nehmt zu Herzen Die traurige Geschicht; Der Diebstahl, der bringt große Schmerzen, Und nie kein Segen nicht. Sabine war ein Frauenzimmer, Sie war auch tugendhaft; Deßhalben war zufrieden immer Mit ihr auch die Herrschaft. Da kam einstmals von Treuenbrietzen Ein junger Mensch daher Und sprach: Ich möchte sie besitzen. Es war ein Schuhmacher. Sie hat sich nicht sehr lang bedenket Und sprach: es mag so sein! Sie hat zu leicht Vertrau’n geschenket Des Schusters falschem Schein. Er kommt allnächtlich zu Sabinen Und seufzt: Ich steck’ in Noth; Gerührt von seinen bittern Mienen Gibt sie ihm, was sie hat. Da thut er es sogleich verschwenden In Schnaps und auch in Bier; Und thut sich nochmals an sie wenden, Will wieder Geld von ihr. Sie kann nicht mehr kein Geld sich leihen; Drum geht sie auf der Stell Und muß der Herrschaft veruntreuen Zwei silberne Löffel. Als aber sind zwei Tag vergangen, Da kommt der Diebstahl raus; Die Herrschaft jug mit Schimpf und Schanden Sabinen aus dem Haus. Sie klagt’s in ihren Gewissensbissen, Ihr ist das Herz so schwer; Doch will jetzt nichts mehr von ihr wissen Der Treuenbrietzenehr. Sie seufzt: Du böser Pflichtvergessner, Du rabenschwarze Seel! Da nimmt er schnell ein Transchirmesser Und schneidt ihr ab die Kehl. Das Herzblut thut sogleich rausspritzen, Sie sinket um und um. Der falsche Schuster von Treuenbrietzen Der steht um sie herum. Sie thut auch gleich die Glieder strecken, Nebst einem Todesschrei; Den bösen Wicht thun jetzt einstecken Zwei Mann von der Polzei. In Ketten und in Eisenbanden, Bei Wasser und bei Brot, Hat er reumüthig eingestanden Die schwarze Frevelthat. Am Galgen wurd’ der Treuenbrietzner Gehängt durch einen Strick; Dazu hat ihn gebracht die Untreu Und auch die falsche Tück. Drum soll man keine Kehl abschneiden, Es thut kein Gut ja nicht. Der Krug, der geht so lang zu Wasser, Bis ihm sein Henkel bricht. | Sabinchen war ein Frauenzimmer, gar hold und tugendhaft. Sie lebte treu und redlich immer bei ihrer Dienstherrschaft. Da kam aus Treuenbrietzen ein junger Mann daher, der wollte gern Sabinchen besitzen und war ein Schuhmacher. Sein Geld hat er versoffen in Schnaps und auch in Bier. Da kam er zu Sabinchen geloffen und wollte welches von ihr. Sie konnte ihm keins geben, da stahl er auf der Stell von ihrer guten Dienstherrschaft sechs silberne Blechlöffel. Jedoch nach achtzehn Wochen, da kam der Diebstahl ’raus. Da jagte man mit Schimpf und Schande Sabinchen aus dem Haus. Sie rief: „Verruchter Schuster, du rabenschwarzer Hund!“ Da nahm er sein Rasiermesser und schnitt ihr ab den Schlund. Das Blut zum Himmel spritzte, Sabinchen fiel gleich um. Der böse Schuster aus Treuenbrietzen, der stand um ihr herum. In einem dunklen Keller, bei Wasser und bei Brot, da hat er endlich eingestanden die grausige Moritot. Moral von der Geschichte: Trau keinem Schuster nicht! Der Krug, der geht so lange zum Wasser, bis daß der Henkel bricht. |